# بينه زيتلن
بينجامين هارولد "بينه زيتلن" (بالإنجليزية: Benh Zeitlin)‏ مواليد 14 أكتوبر 1982 في كوينز بنيويورك مخرج أمريكي وملحن. درس السينما في جامعة وسليان، وشارك في تأسيس مجموهة
“كورت 13 ” الجماعية عام 2004 . فيلمه القصير “مجد في البحر” (2006) فاز بالعديد من الجوائز، أما “وحوش البرية الجنوبية” (2012) فهو فيلمه الروائي الأول.

## روابط خارجية
- بينه زيتلن على موقع IMDb (الإنجليزية)
- بينه زيتلن على موقع ألو سيني (الفرنسية)
- بينه زيتلن على موقع ميوزك برينز (الإنجليزية)
- بينه زيتلن على موقع أول موفي (الإنجليزية)
- بينه زيتلن على موقع بوكس أوفيس موجو (الإنجليزية)
- بينه زيتلن على موقع قاعدة بيانات الأفلام السويدية (السويدية)
- بينه زيتلن على موقع ديسكوغز (الإنجليزية)
- بينه زيتلن على موقع قاعدة بيانات الفيلم (الإنجليزية)
- بينه زيتلن على موقع كينوبويسك (الروسية)